# Ea Jeppesen
Ea Jeppesen (født 1978) er en dansk forfatter. Hun er uddannet fra Forfatterskolen 2006 og debuterede i 2009 med prosabogen Hun bryder sig langsomt om hunde. Bogen blev anmeldt i flere større medier; bl.a. skrev Berlingske, at Jeppesen "debatterer fint og fragmenteret".

## Udgivelser
- Hun bryder sig langsomt om hunde, Athene 2009, ISBN 978-87-11-43145-0 (prosa)